# 月光 (航空機)
中島 J1N 月光
月光一一型
- 用途：戦闘機
- 設計者：中村勝治、大野和男
- 製造者：中島飛行機
- 運用者： 大日本帝国（日本海軍）
- 初飛行：1941年5月2日
- 運用開始：1942年
- 退役：1945年8月15日
- 運用状況：退役

月光（げっこう）は、日本海軍の夜間戦闘機。連合軍が本機に与えたコードネームはIrving（アーヴィング）。

## 特徴

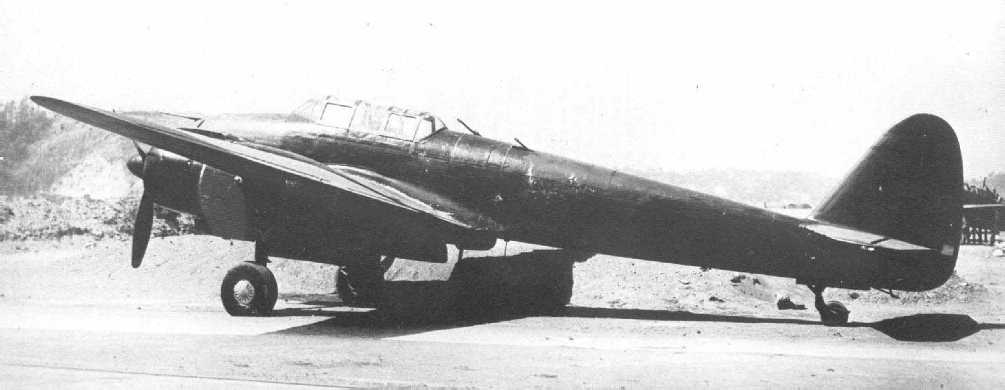
月光の操縦席の後ろに設置してあるのが斜銃

月光に装備された斜銃（しゃじゅう）とは、機軸に対して上方または下方に30度前後の仰角を付けて装備された航空機銃である。利点は敵重爆撃機の弱点（後ろ下方からの攻撃に弱い）に対し攻撃占位運動が容易であること、攻撃態勢保持時間が長いことが挙げられる。月光はこの斜銃により、主にB-29などの重爆撃機の邀撃任務で活躍した。
月光の生産機数は二式陸上偵察機も含めて477機で、この内40機が終戦時に残存していた。

## 歴史

### 制式前
日中戦争において、大距離出撃は、航法、通信能力の面で、戦闘機隊単独では無理であったことから、戦闘機とほぼ同じ空中戦闘能力を持ち、航法、通信能力、航続力のある飛行機、いわば誘導戦闘機というようなものが必要になった。こうした戦訓から日本海軍は「十三試双発陸上戦闘機」という名前の新型機の開発が決まった。1938年11月、中島飛行機に対し、「十三試双発陸上戦闘機」計画要求書を提示した。これを受けた中島では九七式艦上攻撃機の開発主任であった中村勝治技師（後に病気のため大野和男技師と交代）を中心とした設計陣を組み、開発に当たった。
中島関係者の記憶によると、海軍からの要求性能は概ね以下のようなものだったという。
1. 形　式：双発三座
2. 最高速：280ノット（約519km/h）
3. 上昇力：6,000mまで6分
4. 航続力：正規1,300浬（約2,408km）、過荷重2,000浬（約3,704km）
5. 武　装：機首固定20mm×1、7.7mm×2、後部遠隔操作式動力旋回7.7mm×4
6. その他：十二試艦戦（後の零式艦上戦闘機）と同等の運動性能を有すること。陸攻と同等の航法・通信能力を有すること。

最高速度の要求については、十二試艦戦より出力が2割以上大きい栄二一型を2基装備しているにも拘らず、十二試艦戦の要求性能270ノット（500km/h）よりわずかに速いにとどまっている。これは援護戦闘機に最も重要な長大な航続力に必要とされる大量の燃料に比べ発動機出力が小さいことから大面積の主翼が必要となり、必然的に高速戦闘機にはなり難いためと考えられる。ただし、翼端失速対策として空気抵抗の増加する主翼翼端の捻り下げではなく前縁スラットを装備したり、20mm機銃を命中率の高い機首装備とすることで十二試艦戦の2挺装備から1挺に削減したり、旋回機銃を既存の風防解放式より空気抵抗が増加しない遠隔操作式とする等、可能な限り速度の低下を防ぐための手段が講じられている。
十三試陸戦の審査に当たった海軍関係者は、運動性の要求を「固定銃による空戦が可能な程度」と記憶している。双発戦闘機でありながら運動性によって敵戦闘機に対抗せざるを得ないため、フラップを前縁スラットと連動する空戦フラップとしたり、トルク対応のために十三試陸戦専用に逆回転仕様の栄二二型を新規開発して搭載（共に試作機のみ）する等の対策が講じられている。
1941年3月26日、十三試陸戦の試作一号機が完成し、5月2日に初飛行した。しかし、テストの結果、速度や航続力はほぼ要求通りではあったものの、運動性能が劣るため敵戦闘機に対抗するには不足と判定されたこと、遠隔操作式7.7mm動力旋回機銃の信頼性が低いこと、また既に零戦が長距離援護戦闘機として活躍していたこともあって戦闘機としては不採用となった。
テストパイロットだった小福田晧文によれば、この飛行機は千二百馬力の発動機を2個つけ、乗員はパイロット、ナビゲーター、通信兼射手の三名、武装は前方に7.7ミリ固定機銃2挺、後方に遠隔操作方式の7.7ミリ連装機銃4挺を装備していた。戦闘機隊のリーダー機として奥地遠距離への攻撃を行う目的で、誘導のほかに状況に応じて敵戦闘機と空戦を行うという構想だったが、機体が予想外に重くなり、実験してみると予想通りの性能は出なかったという。
九八式陸上偵察機以外に本格的な陸上偵察機を保有していなかった海軍は、本機が従来の九八式陸上偵察機に比べ高速かつ航続距離が長いこと、そして前方機銃と空戦機動に耐える機体強度を持ち、ある程度の自衛戦闘が可能な点に注目し、強行偵察にも使用可能な偵察機に転用することを計画した。そして、昭和17年（1942年）3月に受領した試作5号機から7号機までを偵察機に改造し、実用試験を行った。その結果、4月以降偵察機として50機生産されることとなり、7月6日に二式陸上偵察機（J1N1-C。その後J1N1-Rに改称）として制式採用されることになった。初期生産型（十三試陸戦試作機の改造型も含む）は遠隔操作式機銃がそのまま残されていたが、ほとんどの生産機は遠隔操作式機銃の廃止の代わりに後下方旋回機銃を1挺装備した。また、後期生産型では落下式増槽も装備できるようになった。
横須賀海軍航空隊のテストパイロットであった小福田晧文によれば、「十三試双発陸上戦闘機」は戦闘機「天雷」としても開発が進められたという。
1942年7月、J1N1-C試作機（十三試陸戦試作機に偵察用カメラを追加した機体。遠隔操作式7.7mm動力旋回機銃はそのまま）3機がラバウルに進出し、翌月から開始された米軍のガダルカナル進攻においても最初にラバウルからガダルカナルに航空偵察を行い、貴重な情報をもたらしている。その後各部隊に配備されるようになったが、米軍の戦力が増強されるにつれ強行偵察では被害が続出するようになり、より高速の二式艦上偵察機（D4Y1-C）や陸軍から借用した一〇〇式司令部偵察機の方が重用されるようになった。
1942年5月6月頃、第251海軍航空隊司令小園安名中佐は、撃墜が困難な大型爆撃機B-17に悩まされて、その対策が急務となっており、双発戦闘機として開発された二式陸上偵察機をB-17の迎撃に使用しようと考えていた。まずは、完成したばかりの新兵器三号爆弾を搭載して出撃させ、B-17の編隊に投下させたところ、1機を撃墜、1機を大破する戦果を挙げている。しかし、三号爆弾は試作兵器でストックはなく、また命中させるのは至難の業であるため、より確実な方法が求められた。
小園は機銃を機体下に斜めに装備すれば、敵銃座の狙いにくい上方からB-17を攻撃できると考え付いた。1938年に日本海軍において九六式陸上攻撃機の機体下部に九九式二〇ミリ機銃を装着し地上を掃射するという実験が行われており、その実験で機体下部に搭載した機銃による地上掃射の有効性が実証されていたが、251海軍航空隊の搭乗員らの意見も聞いた小園は、目標が地上ではなく飛行する航空機の場合は機銃を機体下部ではなく上部に斜めに装備すれば、死角となる下方から迫って平行に飛行しながら一方的に攻撃ができるので、敵の意表をつくことができて、より効果が高くなるという考えに至った。
1942年11月に小園は内地に帰り、海軍航空技術廠に自らが考案した斜銃を敵大型爆撃機への有力な対策であると主張したが、担当者は「実験する価値もない」と一笑に付した。小園はあきらめず軍令部にも直談判したが、航空参謀の源田実中佐も否定的であった。海軍航空技術廠の飛行実験部長杉本丑衛少将だけが「実験ぐらいは、やってみよう」と理解は示したものの計画は一向に進まなかった。そんなときに、小園は二式陸上偵察機の試作機「十三試双発陸上戦闘機」が3機ほど飛行可能な状態で残っていること知って、試作機の改造を申し出、航空本部も放置している試作機であればと斜銃搭載に改造を承認、突貫工事で3機の十三試双発陸上戦闘機の斜銃搭載型が完成した。
1943年3月、完成していた2機の十三試双発陸上戦闘機を豊橋基地に持ち込み、自ら乗り込んで射撃実験を行うこととしたが、肝心の操縦員として小園がもっとも信頼していた遠藤幸男大尉が搭乗した。零戦が曳航する大型標的（吹き流し）をB-17に見立てて射撃訓練を行ったが、照準器もない斜銃を遠藤はカン頼りで発射して、実射時間約20秒で13発を吹き流しに命中させるという良好な成績をおさめた。小園は空戦実験のために横須賀海軍航空隊から後輩の花本清登少佐を呼んで、遠藤が操縦する十三試双発陸上戦闘機と花本が操縦する零戦で模擬空中戦を行ったが、十三試双発陸上戦闘機は双発ながら機敏に動き宙返りも行うことができたので、旋回圏は零戦に及ばないが、外側を回りながら斜銃を指向することができ、空中格闘戦でも斜銃があれば零戦と対等に渡り合えることを実証した。しかし、この時点ではまだ二式陸上偵察機の戦闘機としての正式採用はなされなかったので、小園と遠藤らは、1943年5月に突貫で改造していた2機の斜銃装備十三試双発陸上戦闘機と、9機の通常装備の二式陸上偵察機の補充を受けてラバウルに戻っている。1943年5月20日に工藤重敏上飛曹が搭乗する十三試双発陸上戦闘機が斜銃でたちまち2機のB-17を撃墜、その後小野了中尉も撃墜を記録、その後も工藤らは戦果を重ねて、6月末にはB-17の撃墜数は9機にもなり、この戦果により、ようやく軍令部は斜銃の効果を認め、第二五一海軍航空隊の二式陸上偵察機の全機斜銃搭載型への改造命令を出し、その部品を空輸することとしている。昭和18年（1943年）8月23日に制式採用に伴い丙戦（夜間戦闘機）「月光」（J1N1-S）と名付けられた。

### 制式後

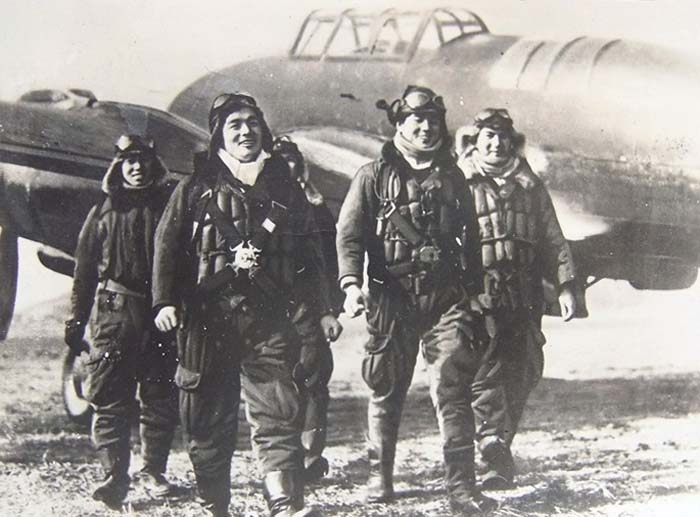
夜間戦闘機「月光」の前を歩く遠藤（前列左）、遠藤は月光でB-29を16機撃墜破し「B-29撃墜王」と呼ばれた

月光の登場により、一時はB-17やB-24によるラバウルへの夜間爆撃を押さえ込むことに成功した。特に月光の斜銃で初の撃墜を記録した工藤の活躍が目覚ましく、月光で10機のB-17とB-24を撃墜したが、工藤は九八式陸上偵察機でも三式爆弾で2機の大型爆撃機を撃墜しており、合計12機の大型爆撃機の撃墜は日本海軍でもトップの戦果であった。しかし追尾攻撃に気付いた敵爆撃機はやがて降下や蛇行など回避運動をするようになり、全速で逃げる敵機を捕らえるには速度が足りず、防御銃で応戦されて返り討ちに合う事態も起きた。戦力バランスが大きく連合国軍側に傾いてくると、敵は爆撃精度の悪い夜間爆撃から昼間爆撃に戦術を変更。ソロモン諸島や中部太平洋を巡る戦いでは月光は夜間迎撃より夜間偵察や敵基地等の夜間襲撃等に用いられることが多くなった。事実、この時期に月光に装備されたレーダーは対水上用のものである。
小園は最初に下向き斜銃、次に上向き斜銃による敵機攻撃を発案したが、構想の比較的初期段階で下向き斜銃による敵機攻撃は現実的ではないとされ、敵機攻撃には上向き斜銃が使用されることとなった。にも拘らず月光の初期型に上向きと下向きの斜銃が2挺ずつ装備されているのは、敵機迎撃と並んで夜戦の重要な任務と考えられた敵基地などへの夜間攻撃では下向き斜銃の方が便利と考えられたためである。実際に月光による敵基地への攻撃も行われており、1943年7月8日に、遠藤が搭乗する月光がレンドバ島を攻撃して在地の舟艇や輸送船を銃撃を加えた。8月21日にはベララベラ島のアメリカ軍拠点を爆撃し、帰途にPTボートを銃撃して1隻を撃沈したと判断された。さらに12月13日には夜間爆撃に来たB-25十数機の後を付け、グッドイナフ島に着陸するB-25に続いて着陸する振りをし、下方銃と60kg爆弾4発で列線駐機場を攻撃、複数の火災を発生させて生還している。しかし、戦況の悪化に伴い敵基地襲撃より敵機迎撃の重要度が増してくると下向き斜銃を装備する意義は薄れ、後期型では上向き斜銃のみ装備となっている。
月光によるその他の戦果としては1944年5月にヤップ島から出撃し250kg爆弾を敵潜水艦に直撃させて撃沈、同時期の北千島でPV-1ベンチュラを撃墜している。
やがて戦局がさらに悪化すると、新型爆撃機B-29による日本本土空襲の懸念が高まったため、1944年3月1日に帝都防空のために第三〇二海軍航空隊が編成されて小園がその司令官となったが、第三〇二海軍航空隊にも月光は配備された。小園は早速手を回して遠藤を引っ張って、分隊長に任命した。さらに小園は1944年5月25日に、遠藤らを指揮する第302海軍航空隊第2飛行隊長に、第301海軍航空隊戦闘316飛行隊隊長を更迭されていた美濃部正大尉を任命したが、美濃部はB-29邀撃任務の指揮は遠藤に任せきりにして、自分の理想であった夜間戦闘機による夜襲部隊の編成に注力した。1944年7月4日に硫黄島と父島を襲撃したアメリカ軍機動部隊に対して、夜襲戦術を始めて活かす機会に恵まれ、美濃部は、7月5日未明に索敵に月光6機、攻撃隊として月光1機と零戦2機の3機小隊6個の合計18機（含む偵察機で24機）を出撃させた。しかし、本来はB-29の邀撃のための訓練をしてきた第302海軍航空隊の月光にとって、60㎏爆弾を2発搭載したうえで、速度が速い零戦を伴って夜間の洋上を進攻するのは大変な負担であった。結局、アメリカ軍機動部隊とは接触できずに、月光1機、零戦4機を損失したが、攻撃隊が向かっていたときにはすでにアメリカ軍機動部隊は父島近辺から離脱しており、初めから敵を発見できる可能性は皆無の出撃であった。唯一称えられるのは、出動命令とはいえ、不慣れで困難な任務に立ち向かった搭乗員の精神力だけという結果に終わってしまった。この攻撃直後に美濃部は在任わずか2か月弱で第302海軍航空隊第2飛行隊長から更迭された。この攻撃と同時期に、実質的に月光隊を指揮してきた遠藤は、3機の月光を率いて本来の任務であるB-29迎撃のために大村航空基地に派遣されており、この攻撃には出撃していなかった。8月20日に北九州に来襲したB-29を迎撃した遠藤は、撃墜確実2機、不確実1機、撃破2機の戦果を挙げる活躍を見せて軍内にその名を轟かせている。
1944年10月に開始されたフィリピンの戦いにも月光は投入された。第三〇二海軍航空隊を更迭された美濃部は、第一航空艦隊第一五三海軍航空隊戦闘901飛行隊の飛行隊長として月光7機を指揮し連日、夜間に来襲するB-24の邀撃任務に就いていたが、なかなか戦果を挙げることができなかった。美濃部は第1航空艦隊幕僚に「探照灯で敵を捕捉してさえくれれば、一撃のもとに撃墜してみせる」と強気な発言をし、その発言を実行するため、毎夜明け方まで自ら月光に搭乗して目標機となって、防空隊の探照灯訓練に協力していた。しかし、月光の専門である夜間迎撃戦闘では全く戦果は上がらず、逆に月光が爆撃で撃破されることが続いたため、美濃部は月光を日中の邀撃任務に出撃させることとした。1944年9月2日の白昼に美濃部の命令で三号爆弾を搭載した月光4機、零戦2機が出撃したが、美濃部は爆撃機に戦闘機が護衛についていることを全く想定しておらず、月光が来襲したB-24を攻撃する前に、護衛のP-38の20機が上空から襲いかかってきた。奇襲を受けた月光と零戦は慌てて三号爆弾を投棄すると、B-24の迎撃を諦めて離脱しようとしたが、零戦1機がたちまち撃墜され、月光1機も被弾して不時着水して機体と操縦士が失われた。前方固定武装を持つ陸偵型機が、運良くP-38を奇襲して撃墜する殊勲
を挙げたものの、美濃部は「これは大変なことになった」と考えて、自分から申し出た夜間戦闘機による昼間出撃をたった1回の出撃で断念せざるを得なくなった。再度夜間邀撃に戻った戦闘901飛行隊であったが、9月5日に夜間爆撃に来襲したB-24に、中川義正一飛曹が、体当たり（対空特攻）を敢行、右のプロペラで胴体を切り裂いたがB-24は飛び続け、再度の体当りを決意するも右エンジンが停止して追撃不能となり、損傷機を操って帰投、着陸にも成功する。いっぽう体当たりされたB-24は昇降舵の操作索を切られて降下が止まらなくなるが、トリムタブの操作で機体を引き起こし何とか基地に帰還、修理不能で廃棄処分にされている。日本側はそこまでは知り得ずこれを撃墜、体当り成功と判断、この対空特攻がのちの特別攻撃隊の機運を盛り上げることになったと、のちに神風特別攻撃隊の編成に深く関与した第一航空艦隊主席参謀の猪口力平中佐は回想している。
美濃部は第302海軍航空隊で、月光をアメリカ軍機動部隊への夜襲に出撃させて失敗していたが、フィリピンにおいても月光をアメリカ軍艦隊への夜襲に使おうと目論んでおり、未明や黎明でのアメリカ軍機動部隊の哨戒を行っていたが、慣れない洋上の哨戒任務では月光は本領を発揮できず、9月10日には索敵中の月光3機を一挙にF6F ヘルキャットに撃墜されて6名の搭乗員が戦死している。9月21日には薄暮に索敵攻撃任務中の月光4機がアメリカ軍空母を攻撃し、250㎏爆弾1発の命中を報告し、月光1機が撃墜され、零戦1機も未帰還となり、この日をもって戦闘901飛行隊は壊滅状態に陥った（アメリカ軍側の記録では、1944年9月21日に該当する空母の被害なし）。機体の損失に加えて、搭乗員の損失が壊滅的であり、分隊長ら士官は全員戦死しパイロットも当初の1/3になるまで消耗してしまった。美濃部が思い立ち実践した月光によるアメリカ軍機動部隊への夜襲は、いずれも失敗に終わったのみでなく多大な損失を被っており、敵艦隊攻撃任務で月光を用いることの不利を如実に表していた。
フィリピンの戦いでは神風特別攻撃隊が初出撃し、海軍航空隊のあらゆる機体が特攻機として出撃させられていたが、月光も例外ではなく、1944年12月28日に神風特別攻撃隊月光隊として2機の月光が特攻出撃している。この日にはリバティ船の ジョン・バークとウィリアム・シャロンが特攻機の突入を受けて、なかでもジョン・バークは搭載していた弾薬が誘爆して一瞬で乗組員68名とともに轟沈している。
またニコルスを基地とした戦闘八一二飛行隊では味方対空砲からの誤射を避けるため胴体下部にサイレンを付けた月光があり、偵察員が鳴らして空から警告したという。
フィリピンで激戦が続くなか、月光は本土防空戦でも激戦を繰り広げていた。相手はこれまでのB-17やB-24を遥かに上回る性能のB-29となり、月光は夜間のみならず昼間も迎撃に出撃したが苦しい戦いを強いられた。そんな中で第302海軍航空隊の遠藤は、北部九州、東京、名古屋でB-29の撃墜数を増やし続け、1945年1月14日の最期の戦闘でB-29を1機撃墜、1機撃破して、B-29撃墜破数合計16機（うち撃墜は公認8機）を記録し、月光の名前を国民に知らしめて、国民的英雄となった。B-17やB-24には善戦した月光も、B-29に対しては速度が大きく劣後するなどまともに戦える性能ではなく、その月光で戦果を積み重ねる遠藤は、若い搭乗員らからは神がかって見えたという。
遠藤は、1945年1月14日の最期の戦闘でB-29からの攻撃で撃墜されて戦死したが、戦死後、全軍布告の上で遠藤は中佐に二階級特進し、正六位にも叙せられ、功三級金鵄勲章を追贈された。また、生前の功績により横須賀鎮守府司令長官塚原二四三中将から表彰状、防衛総司令官稔彦王大将から感状が授与された。遠藤の戦死は日本ニュースでも取り上げられ、全国の映画館で報じられたが、国民的英雄「B-29撃墜王」の最期は国民に大きな衝撃をあたえた。

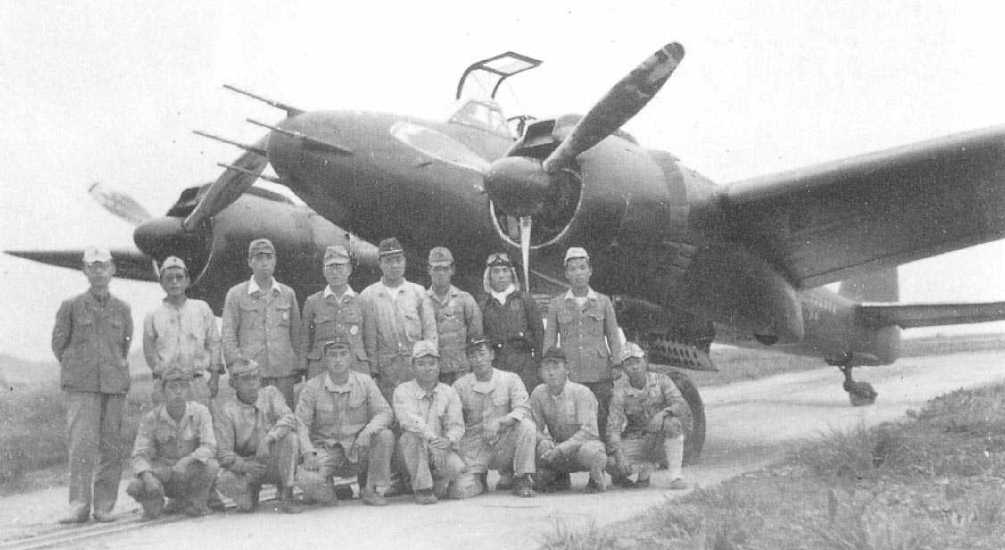
黒鳥四郎少尉と倉本十三上飛曹が搭乗した月光一一甲型（J1N1-Sa）。電探や推力式単排気管を追加装備している。

その後、アメリカ軍は昼間の高々度爆撃の効果が無いと判断し夜間の焼夷弾爆撃に切り替え、命中精度を高める為にB-29を低空で進入させはじめた。これに対しては斜銃のみ装備により夜間迎撃する厚木基地に配備された月光はかなりの戦果を挙げており、横須賀航空隊の黒鳥四朗少尉－倉本十三上飛曹機の様に一晩で5機撃墜した例もある。この頃になるとかなりの数の月光に対航空機用レーダーが装備されていたが、搭乗員や整備員がレーダーの取り扱いに不慣れであったこと、レーダー自体の信頼性も低かったことなどから、実戦において戦果を挙げるまでには至らなかった。そして、占領された硫黄島からP-51が多数来襲するようになると、海軍の月光や、陸軍で月光と同様にB-29迎撃で活躍していた二式複座戦闘機「屠龍」といった鈍重な双発戦闘機の迎撃は困難となっていった。
沖縄戦においては、台湾の高雄に展開していた第一三三海軍航空隊が所属機の月光でしばしば沖縄のアメリカ軍飛行場を夜間攻撃している。フィリピンから撤退した美濃部が指揮官となっていた、同じ海軍航空隊の芙蓉部隊（生産中止となっていた月光に変えて艦上爆撃機「彗星」（D4Y2）の夜間戦闘機型が主力）とともに執拗にアメリカ軍飛行場を夜間攻撃し続けたが、見るべき戦果を挙げることはできなかった。
月光の制式後の1943年、レーダー（八木アンテナ付）や斜銃を装備した高性能丙戦として「試製電光」（S1A1）の開発が愛知に命じられたが、実戦配備は早くても1945年頃と予測されることから、同時に陸上爆撃機「銀河」（P1Y1）に発動機換装、レーダー(八木アンテナ付)や斜銃の追加、搭乗員と燃料タンクの削減といった改修を加えることで丙戦化した「試製極光」（P1Y2-S）の開発が川西に命じられている。また昭和19年初めには、銀河や艦上爆撃機「彗星」（D4Y2）、少し遅れて艦上偵察機「彩雲」（C6N1）に斜銃を追加した彩雲夜戦や彗星夜戦（D4Y2-S）、銀河夜戦の開発・配備も進められていた。
このため、月光の生産は1944年10月に終了するが、これは月光の性能不足のためというよりも昭和18年（1943年）初め頃に計画されていた三菱における局戦「雷電」の生産拡大に伴う零戦の生産縮小や、1944年に入って計画された中島における誉の生産拡大に伴う栄の生産縮小、量産効率向上のための生産機種の絞り込み（機体・発動機とも）等が影響している。
海軍としては、配備数の限定される丙戦は試製電光の様な高性能機でなければ専用の生産ラインを割く余裕は無く、現用の月光より多少高性能な程度の機体であれば他機種からの転用で済ませた方が合理的という方針があった。しかし、試製電光は終戦まで試作機すら未完成、試製極光は予定性能に達しなかったため開発中止になった。1944年にアメリカ軍により占領されたマリアナ諸島から出撃するB-29による日本本土爆撃が激化し始める時期がちょうど月光の生産終了時期と重なり、しかも銀河夜戦や彗星夜戦の生産立ち上がりも鈍かったため迎撃に必要な夜間戦闘機数が不足し、結局日本海軍は月光に代わる有力な後継機を揃えることができず、終戦まで月光は日本海軍の主力夜間戦闘機として活躍することとなった。

## 諸元
| 制式名称     | 二式陸上偵察機                                                                                        | 月光一一型                                                                 |
| ------------ | --- | -------------------------------------------------------------------------- |
| 機体略号     | J1N1-R                                                                                                | J1N1-S                                                                     |
| 全幅         | 16.980m                                                                                               | 17.000m                                                                    |
| 全長         | 12.177m                                                                                               | 12.13m                                                                     |
| 全高         | 4.562m（3点静止角 10度 アンテナ支柱先端）                                                             | 4.562m（3点静止角 10度 アンテナ支柱先端）                                  |
| 主翼面積     | 40.0m2                                                                                                | 40.0m2                                                                     |
| 上反角       | 7度                                                                                                   | 7度                                                                        |
| 翼弦長       | 中央 3.3m 翼端 1.44m                                                                                  | 中央 3.3m 翼端 1.44m                                                       |
| 翼型／翼厚   | 中島ＮN翼型／付根 18% 翼端 9%                                                                         | 中島ＮN翼型／付根 18% 翼端 9%                                              |
| 取付角       | 2度 （翼端捩じり下げ無し）                                                                            | 2度 （翼端捩じり下げ無し）                                                 |
| 後退角       | 前縁にて3.3度 （翼弦の27.2％で左右一直線）                                                            | 前縁にて3.3度 （翼弦の27.2％で左右一直線）                                 |
| フラップ     | スロテッド式 離陸/空戦時 20度 着陸時 40度                                                             | スロテッド式 離陸/空戦時 20度 着陸時 40度                                  |
| 前縁スラット | 幅 2.25m／翼弦比 14％ (負圧利用の自動式から油圧作動の手動式に変更)                                    | 幅 2.25m／翼弦比 14％ (負圧利用の自動式から油圧作動の手動式に変更)         |
| 自重         | 4,582kg ※1                                                                                            | 4,562kg                                                                    |
| 過荷重重量   | 7,250kg ※1                                                                                            | 7,527kg                                                                    |
| 発動機       | 栄二一型（離昇1,130馬力）                                                                             | 栄二一型（離昇1,130馬力）                                                  |
| プロペラ     | 直径 3.05ｍ ピッチ角 25～45度                                                                         | 直径 3.05ｍ ピッチ角 25～45度                                              |
| 最高速度     | 507.4km/h（高度5,000m）                                                                               | 同左 ※2                                                                    |
| 上昇力       | 高度5,000mまで9分35秒                                                                                 | 同左 ※2                                                                    |
| 航続距離     | 3,745km（過荷）                                                                                       | 2,547km（正規）～3,778km（過荷）                                           |
| 燃料         | 機内燃料 2460リットル 増槽(零戦と共通) 310～330リットル 潤滑油 180リットル                            | 機内燃料 2460リットル 増槽(零戦と共通) 310～330リットル 潤滑油 180リットル |
| 武装         | 機首20mm固定機銃1挺（携行弾数60発） 同上7.7mm固定機銃2挺（携行弾数各600発） 後下方7.7mm旋回機銃1挺 ※3 | 上向き20mm斜銃2挺 下向き20mm斜銃2挺（携行弾数各100発） ※4                  |
| 爆装         | 胴体250kg爆弾2発                                                                                      | 胴体250kg爆弾2発                                                           |
| 乗員         | 3名                                                                                                   | 2名                                                                        |

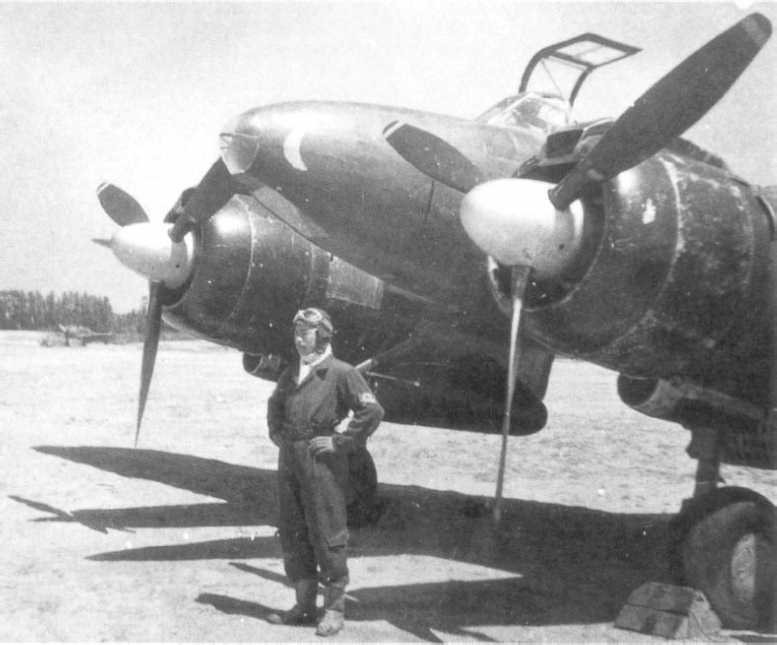
第210海軍航空隊所属の月光、機首の三日月の塗装が特徴

※1：遠隔操作式7.7mm動力旋回連装機銃2基を装備した試作機の数値の可能性がある。
※2：二式陸偵の数値を流用。
※3：試作機は遠隔操作式7.7mm動力旋回連装機銃2基も装備。
※4：陸偵改造型の中には機首機銃を残したものもある。
　　生産後期は上向き2挺または3挺のみ装備。上向き3挺＋下向き2挺装備型も存在する。

### 各種形式
十三試双発陸上戦闘機（J1N1）
機首20mm機銃1挺＋7.7mm機銃2挺、後上方遠隔操作式7.7mm動力旋回連装機銃2基、後下方手動式7.7mm旋回機銃1挺を備えた援護戦闘機型。試作のみ。試作機の一部は偵察用カメラを装備して陸上偵察機に、また別の機は斜銃を装備して夜間戦闘機に改造。陸戦型試作機の発動機は栄二一型、二二型。
二式陸上偵察機（J1N1-R）
後上方遠隔操作式動力旋回7.7mm機銃を廃止し、操縦員席と燃料タンクに防弾装備を追加した陸上偵察機型。発動機は栄二一型。
月光一一型（J1N1-S）
夜間戦闘機型。陸偵型からの改造機の他に、陸偵型と並行生産された段有り胴体の前期型と陸偵型生産終了後に生産された段なし胴体の後期型がある。初期は20mm斜銃を上向き下向き各2挺ずつ装備していたが、後期は上向き2挺のみ。レーダーや推力式単排気管を追加装備した機も存在する。
月光一一甲型（J1N1-Sa）
下向きの20mm斜銃を廃止し、上向きの20mm斜銃を3挺に強化した型。一一型からの改造機や一一型同様、レーダーや推力式単排気管を追加装備した機も存在する。

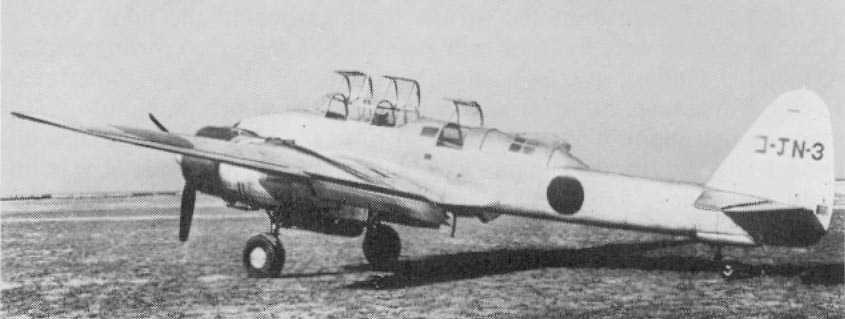
二式陸偵
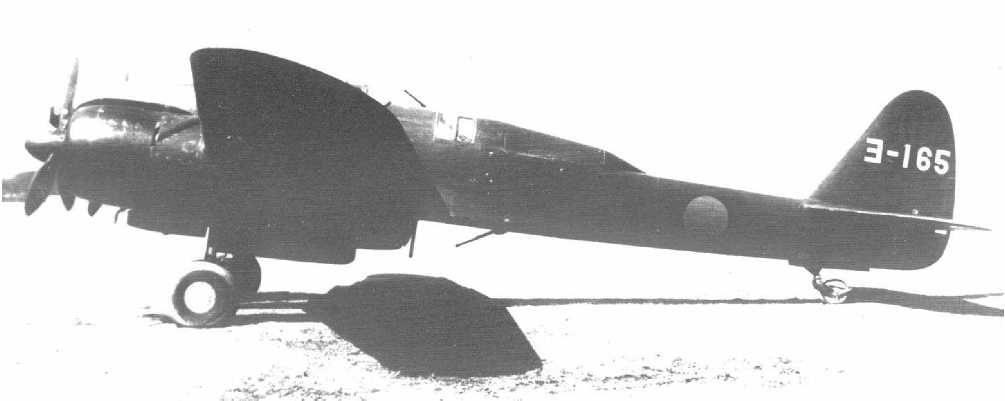
前期一一型
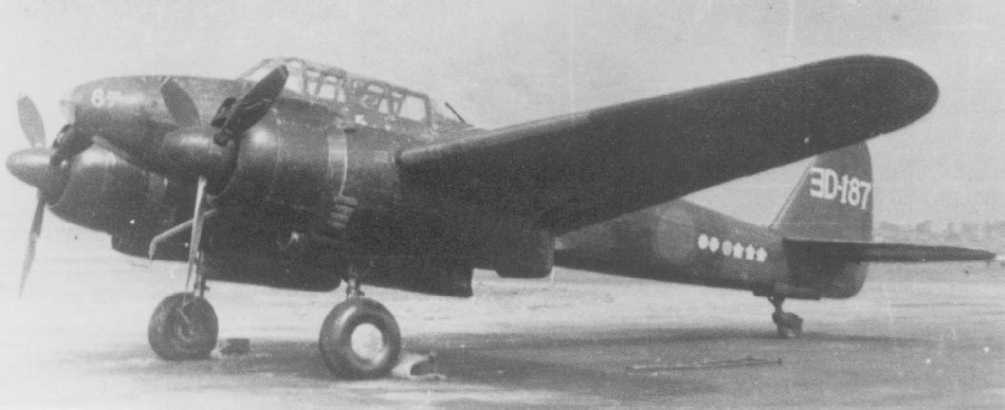
一一甲型
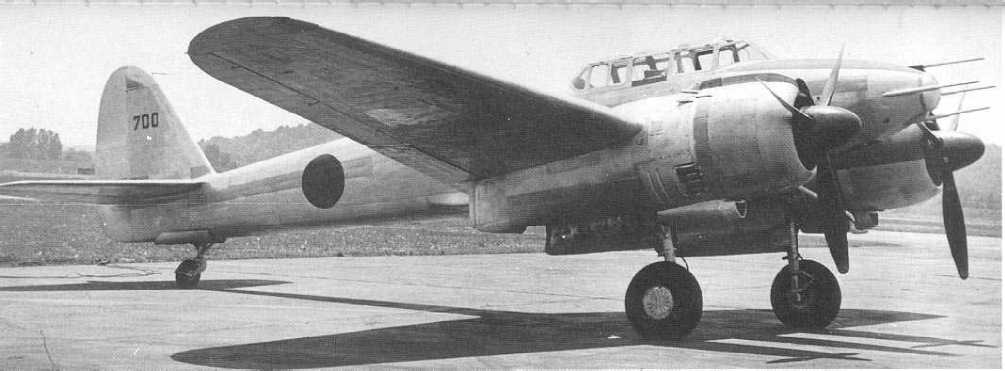
夜戦型レーダー装備
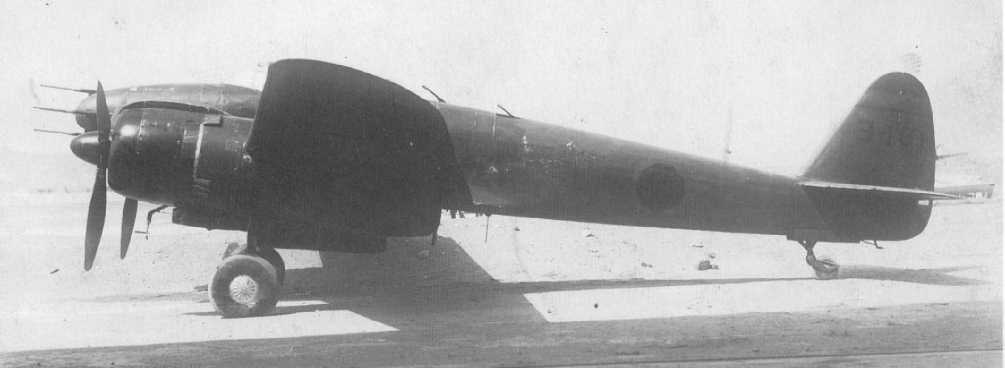
一一甲型レーダー装備

## 現存する機体
戦後アメリカ軍に接収された横須賀航空隊のヨ-102号機が修理・復元された上でスミソニアン博物館の運営する、国立航空宇宙博物館のスティーヴン・F・ウドヴァー・ヘイジーセンターに展示・保存されている。

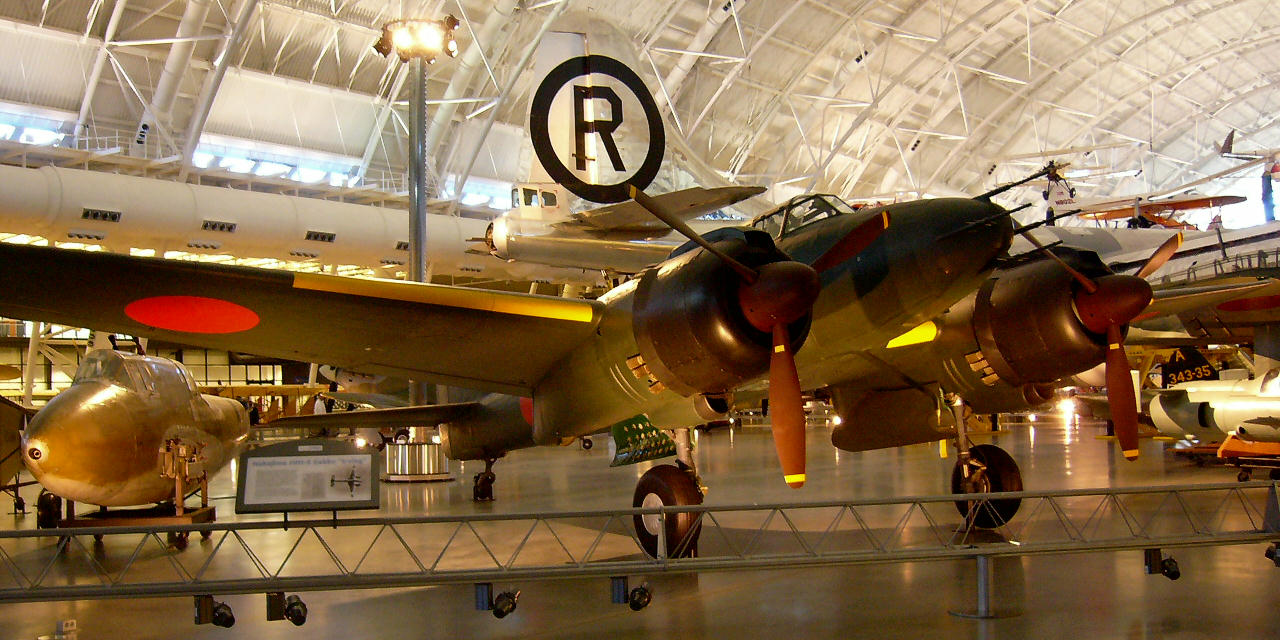
月光一一型（スミソニアン博物館に展示されている元横須賀航空隊所属機。右翼下は二式複戦「屠龍」の胴体、後方に見える尾翼はB-29（エノラ・ゲイ）のもの）
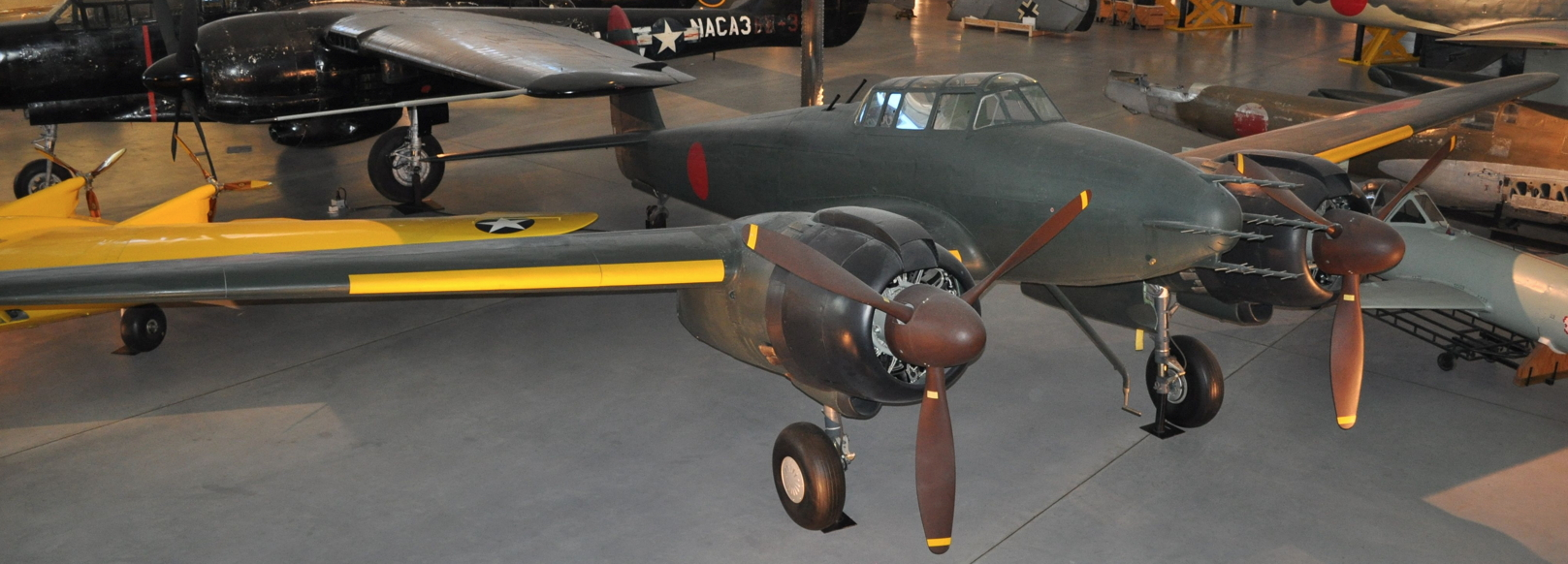
同上

## 関連する作品
書籍
- 『靖国への帰還』（内田康夫著、講談社刊）
- 『月光荘余聞』（城山三郎著の短編集『忘れ得ぬ翼』に収録。文藝春秋刊）
- 『戦空の魂』（天沼俊著、集英社刊）
- 『百鬼夜翔 黄昏に血の花を』（西奧隆起、柘植めぐみ、友野詳著、角川スニーカー文庫刊)
- 『碧のかたみ』（尾上与一著、蒼竜社（辰巳出版）刊）
- 『パラレルワールド大戦争』 （豊田有恒著、角川書店刊）

### 映画
『海賊とよばれた男』（百田尚樹著　講談社）
映画版に登場。序盤の1945年5月の東京大空襲のシーンで、B-29を迎撃した月光が返り討ちにされ撃墜されている。

### 漫画
『空中爆雷』（水木しげる著、兎月書房刊）
『空中爆雷』内一編『荒れ狂う"月光"』に登場。
『こちら葛飾区亀有公園前派出所』（秋本治著　集英社）
警視庁特殊刑事課に所属する月光刑事と美茄子刑事の愛機として登場。
『戦場ドラマコミックシリーズ JAPAN WAR 1945 新大東亜戦記』（原作：佐藤大輔 作画：萩原玲二 角川書店）
JAPAN WAR 1945 - マンガ図書館Z(外部リンク)
『戦場まんがシリーズ』（松本零士著　小学館）
5巻の「妖機　黒衣の未亡人」に登場、アメリカ軍の夜間戦闘機P-61 ブラックウィドウに撃墜される。　

### ゲーム
『艦隊これくしょん－艦これ－』
支援システム「基地航空隊」の装備として二式陸上偵察機が登場。
『荒野のコトブキ飛行隊 大空のテイクオフガールズ！』